# Bundespolizei

Logotyp.

Denna artikel behandlar tyska Bundespolizei. Den österrikiska motsvarigheten hittas på Bundespolizei (Österrike).
Bundespolizei (BPOL) är den tyska federala ordningspolisen. Den har 40 000 anställda, varav 30 000 poliser och 10 000 civilanställda.

## Historia
Bundesgrenzschutz grundades 1951 genom BGS-lagen och låg under inrikesministeriet. Från början hade BGS bara hand om gränsskydd men fick efterhand alltfler ordningspolisiära uppdrag. År 2005 omorganiserades BGS till Bundespolizei.

## Uppgifter

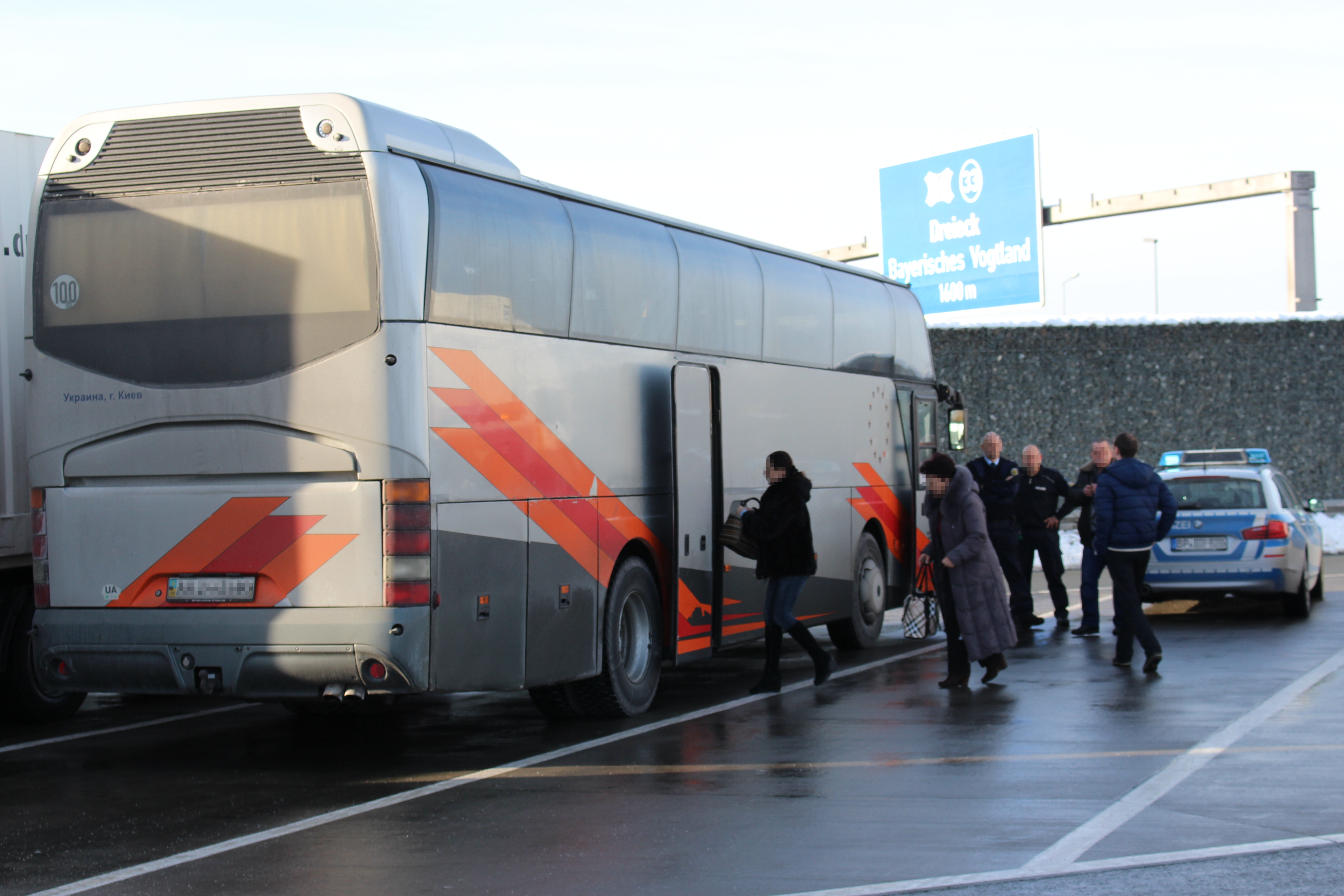
Kontroll som utförs av Bundespolizei

- Gränspolisverksamhet, inklusive upprätthållande av allmän ordning och säkerhet inom 30 km från landgränsen och 50 km från sjögränsen.
- Ordning och säkerhet för järnvägstrafiken.
- Ordning och säkerhet för lufttrafiken.
- Ordning och säkerhet för förbundspresidenten, förbundsregeringen och förbundsministerierna.
- Bekämpandet av organiserad och mellandelstatlig kriminalitet.
- Polisiära uppgifter vid katastrofer och krig.
- Medverkan i polisiära uppgifter under ledning av FN, EU och andra internationella organisationer.
- Understödja förbundsdagens polis - Polizei beim Deutschen Bundestag.
- Understödja utrikesministeriet i skyddet av tyska diplomatiska och konsulära beskickningar utomlands.
- Understödja förbundskriminalpolisen Bundeskriminalamt med personskydd.
- Understödja säkerhetstjänsten Verfassungsschutz med signalspaning.
- Understödja den delstatliga polisen, särskilt vid massinsatser.
- Biträda vid katastrofer och särskilda olyckor, inklusive flygräddningstjänst.

## Specialenheter
- Polisflyget, med mer än 100 helikoptrar.
- GSG 9, vilken är ett specialförband för bekämpning av terrorism och organiserad brottslighet.
- BPOL-ZSIUK, vilken bedriver signalspaning.
- Bevissäkrings- och gripandeavdelning
- Sjöpolisen, som med sex fartyg upprätthåller sjöpolisverksamheten i Nordsjön och Östersjön och som tillsammans med tullen, fiskeriinspektion och andra myndigheter utgör den tyska kustbevakningen
- 11 bataljoner (6 000 man) kasernerad beredskapspolis, tungt beväpnad med infanterivapen och pansarfordon.

## Personal

### Mittlerer Polizeivollzugsdienst = Polisassistentkarriären
Inträdeskrav
Utbildning: Realexamen eller grundskola och avslutad yrkesutbildning.
Ålder: 16-24 år.
Grundläggande utbildning
2 1/2 år, varav en grundläggande utbildning om 12 månader, en teoretisk och praktisk verksamhetsförlagd utbildning om 12 månader och en 6 månaders teoretisk kurs som avslutas med tjänsteexamen.
Den verksamhetsförlagda utbildningen är förlagd till Bundespolizeis fyra huvudansvarsområden och genomförs med fyra veckor vardera i respektive järnvägs- och flygplatspolistjänst samt med sex veckor vardera vid kasernerad beredskapspolis respektive i gränspolistjänst.
Provanställning
1 ½ år

### Gehobener Polizeivollzugsdienst = Poliskommissariekarriären
Inträdeskrav
Utbildning: Studentexamen. För poliser i polisassistentkarriären, enligt vad som krävs för denna karriär. 
Ålder: högst 32 år. För poliser i polisassistentkarriären, 40-53 år.
Grundläggande utbildning
3 år
Utbildningen genomförs vid Fachhochschule des Bundes für öffentliche Verwaltung och genom verksamhetsförlagd utbildning. Högskoleutbildning och verksamhetsförlagd utbildning genomförs växelvis. Högskoleutbildningen omfattar sammanlagt 18 månader, den verksamhetshetsförlagda utbildningen också 18 månader. Högskoleutbildningen inleds med 6 månaders grundläggande utbildning som avslutas med en mellanexamen. Högskoleutbildningen avslutas med ett examensarbete för avläggande av högskoleexamen i offentlig förvaltning. 
Hela utbildningen avslutas med en tjänsteexamen. 
För poliser i polisassistentkarriären genomförs högst två års utbildning. 
Provanställning
2 ½ år

### Höherer Polizeivollzugsdienst = Polischefskarriären
Inträdeskrav
Utbildning: Treårig akademisk examen på grundnivå.
Ålder: Högst 32 år.
Grundläggande utbildning
2 år
Utbildningen genomförs i två utbildningsavsnitt om vartdera ett års förlopp. Det andra året genomförs vid Polizei-Führungsakademie. Hela utbildningen avslutas med en tjänsteexamen.
Provanställning
3 år

### Gradbeteckningar

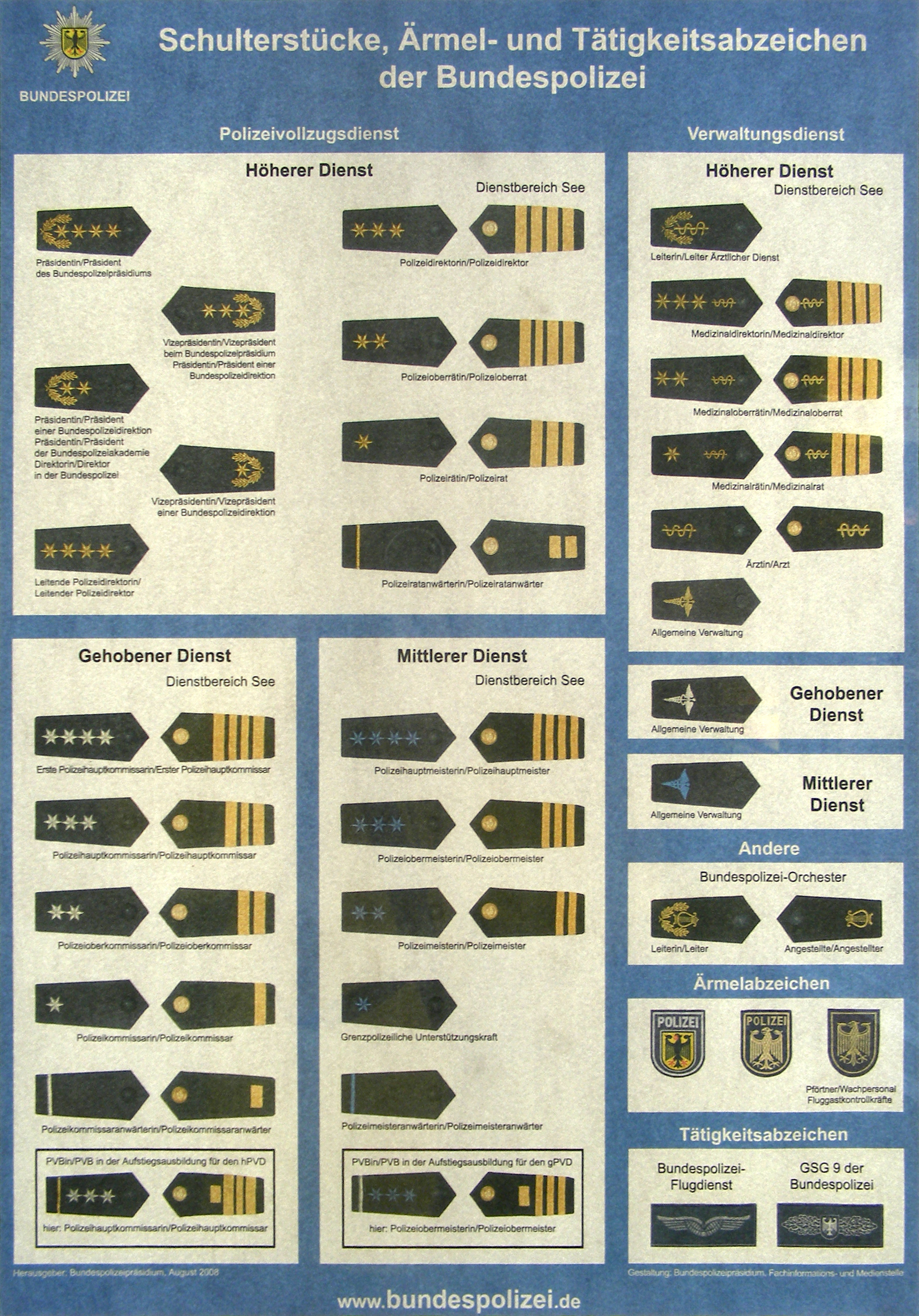